# Probaryconus minor
Probaryconus minor är en stekelart som först beskrevs av Thomas Vernon Wollaston 1858.  Probaryconus minor ingår i släktet Probaryconus och familjen Scelionidae. Inga underarter finns listade i Catalogue of Life.